# Ole Wasz-Höckert
Bror Ole Wasz-Höckert, född 28 augusti 1918 i Helsingfors, död 23 oktober 2015 i Helsingfors, var en finländsk läkare.
Efter studentexamen 1937 blev Wasz-Höckert medicine kandidat 1941, medicine licentiat 1946 och medicine och kirurgie doktor 1950 och var docent i pediatrik vid Helsingfors universitet 1954–1964. Han var assistentläkare vid Helsingfors allmänna sjukhus barnavdelning 1949–1952, vid Helsingfors universitets tuberkulosavdelning 1953–1956, vid epidemiologiska avdelningen vid Aurora sjukhus 1956–1957 och biträdande överläkare vid Helsingfors universitetscentralsjukhus barnklinik 1958–1964. Han var professor i pediatrik och överläkare vid pediatriska kliniken i Uleåborg 1964–1972 och professor i pediatrik vid Helsingfors universitet och överläkare vid Helsingfors universitetscentralsjukhus 1972–1985.
Wasz-Höckert, som publicerade ett stort antal vetenskapliga arbeten inom olika områden, tilldelades en rad internationella uppdrag inom WHO och Unicef och var ordförande i Samfundet Folkhälsan 1981–1993. Han var också verksam politiskt och var riksdagsledamot 1983–1991 för Svenska folkpartiet. Han var också medlem av Helsingfors stadsfullmäktige 1986–1997. Han var ordförande för den finländska avdelningen av Internationella läkarrörelsen mot kärnvapen 1981–1995.